# Ораны (Рыбинское сельское поселение)
Ораны — хутор в Максатихинском районе Тверской области. Входит в состав Рыбинского сельского поселения.

## География
Находится в северо-восточной части Тверской области на расстоянии приблизительно 2 км по прямой на северо-восток от районного центра поселка Максатиха.

## История
Хутор был показан еще на дореволюционной карте. На карте 1940 года отмечен был как поселение (тогда Оралы) с 6 дворами. 

## Население
Численность населения: 15 человек (русские 93 %) в 2002 году, 9 в 2010.